# 八大省商
八大省商是指八所台灣著名的商業職業學校，是相對於八大省工的台灣八所省立或直轄市立高商學校。
由北至南排列如下：
- 臺北市立商業職業學校，今改名為臺北市立士林高級商業職業學校
- 臺北市立松山高級商業職業學校，今改名為臺北市立松山高級商業家事職業學校
- 臺灣省立新竹高級商業職業學校，今改隸為國立新竹高級商業職業學校
- 臺灣省立臺中高級家事商業職業學校，今改隸為臺中市立臺中家事商業高級中等學校
- 臺灣省立彰化高級商業職業學校，今改隸為國立彰化高級商業職業學校
- 臺灣省立嘉義高級商業職業學校，今改隸為國立嘉義高級商業職業學校
- 臺灣省立臺南高級商業職業學校，今改隸為國立臺南高級商業職業學校
- 臺灣省立高雄高級商業職業學校，今改隸為高雄市立高雄高級商業職業學校